# 衿川区庁駅
衿川区庁駅（クムチョングチョンえき）は、大韓民国のソウル特別市衿川区始興1洞にある、韓国鉄道公社（KORAIL）の駅。

## 乗り入れ路線
乗り入れている路線は、線路名称上は京釜線であるが、当駅南方0.4kmの地点に京釜高速線の「始興連結線分岐（京釜線）」があり、事実上京釜線と京釜高速線の分岐駅となっている。ただし、KTXは在来線経由も含め、全列車が当駅には停車しない。
当駅には電車線を走る京釜電鉄線とKTX光明駅まで乗り入れる光明シャトル（首都圏電鉄1号線）電車が停車する。駅番号は(P144)。

## 駅構造

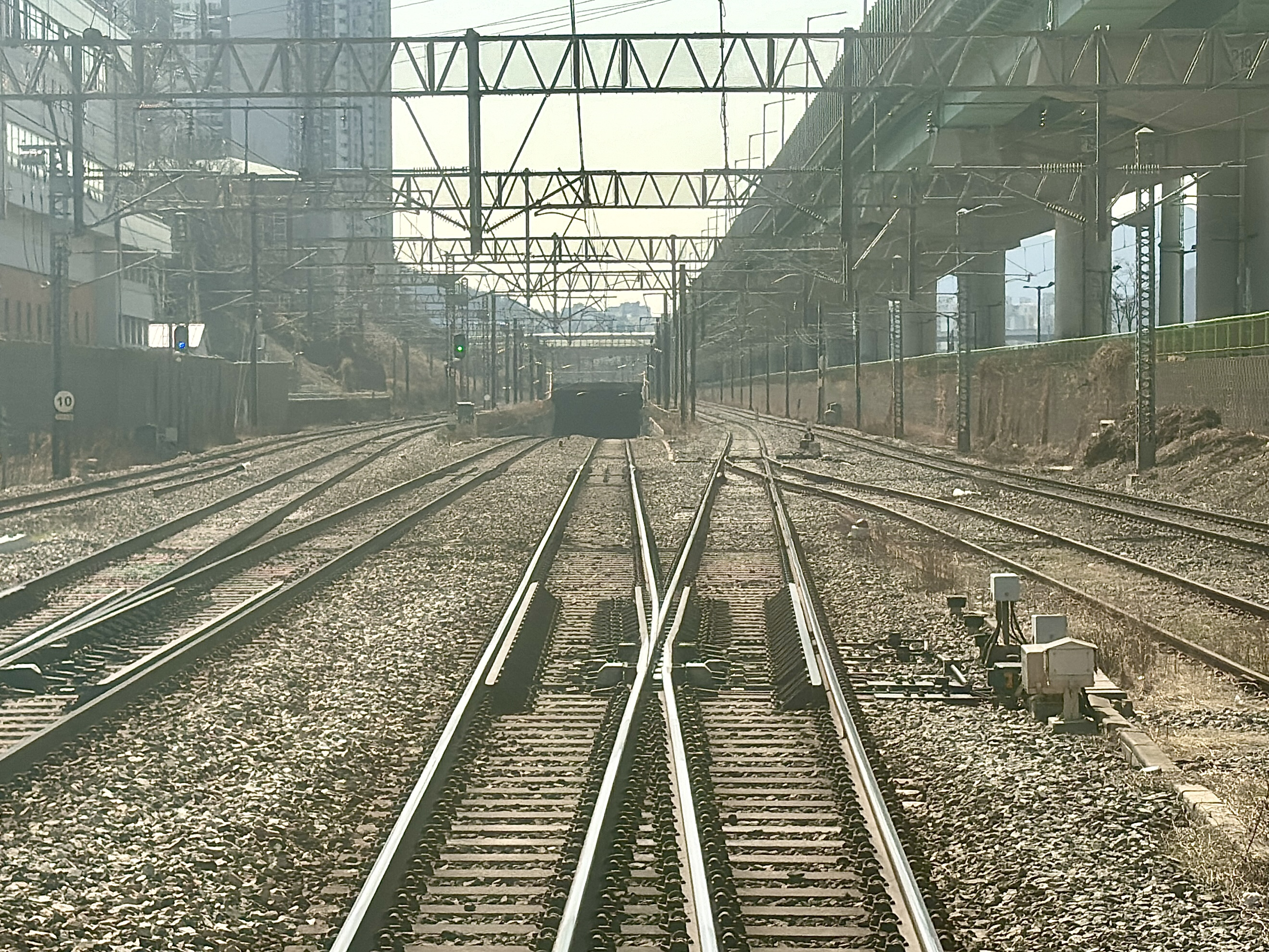
衿川区庁駅の南側にある京釜高速線始興連結線の起点

島式ホーム2面4線を有する地上駅。電鉄線ホームは高床ホームであるが、ホームソウル方（北側）はかつてトンイル号が停車していた低床ホームとなっており、高さが異なる。なお、低床ホームは現在使用されておらず、立ち入りも不可能。ホームと駅舎は跨線橋で結ばれている。
出入口は駅東側にある1番出入口のみであるが、出入口そばにある歩道橋（禿山橋）を使って西側に行くこともできる。

### のりば
| 1 | 1号線（下り） | 緩行         | 水原・西東灘・天安・新昌方面               |
| 1 | 1号線（下り） | 光明シャトル | 光明行き                                   |
| 2 | 1号線（下り） | 急行         | 水原・餅店・平沢・天安方面                 |
| 3 | 1号線（上り） | 急行         | 龍山・ソウル駅・清凉里方面                 |
| 4 | 1号線（上り） | 緩行         | 龍山・ソウル駅・清凉里・光云大方面         |
| 4 | 1号線（上り） | 光明シャトル | 加山デジタル団地・九老・新道林・永登浦方面 |

## 利用状況
近年の一日平均乗車人員推移は下記の通り。
| 路線  | 乗車人員 | 乗車人員 | 乗車人員 | 乗車人員 | 乗車人員 | 乗車人員 | 乗車人員 | 乗車人員 | 注釈  |
| 路線  | 2000年   | 2001年   | 2002年   | 2003年   | 2004年   | 2005年   | 2006年   | 2007年   | 注釈  |
| ----- | -------- | -------- | -------- | -------- | -------- | -------- | -------- | -------- | ----- |
| 1号線 | 9990     | 11785    | 12063    | 14641    | 11264    | 10838    | 10914    | 11084    | [ 1 ] |
| 路線  | 2008年   | 2009年   | 2010年   | 2011年   | 2012年   | 2013年   | 2014年   | 2015年   |       |
| 1号線 | 11299    | 11502    | 11931    | 12167    | 12130    | 11915    | 11584    | 11572    | [ 1 ] |

## 駅周辺

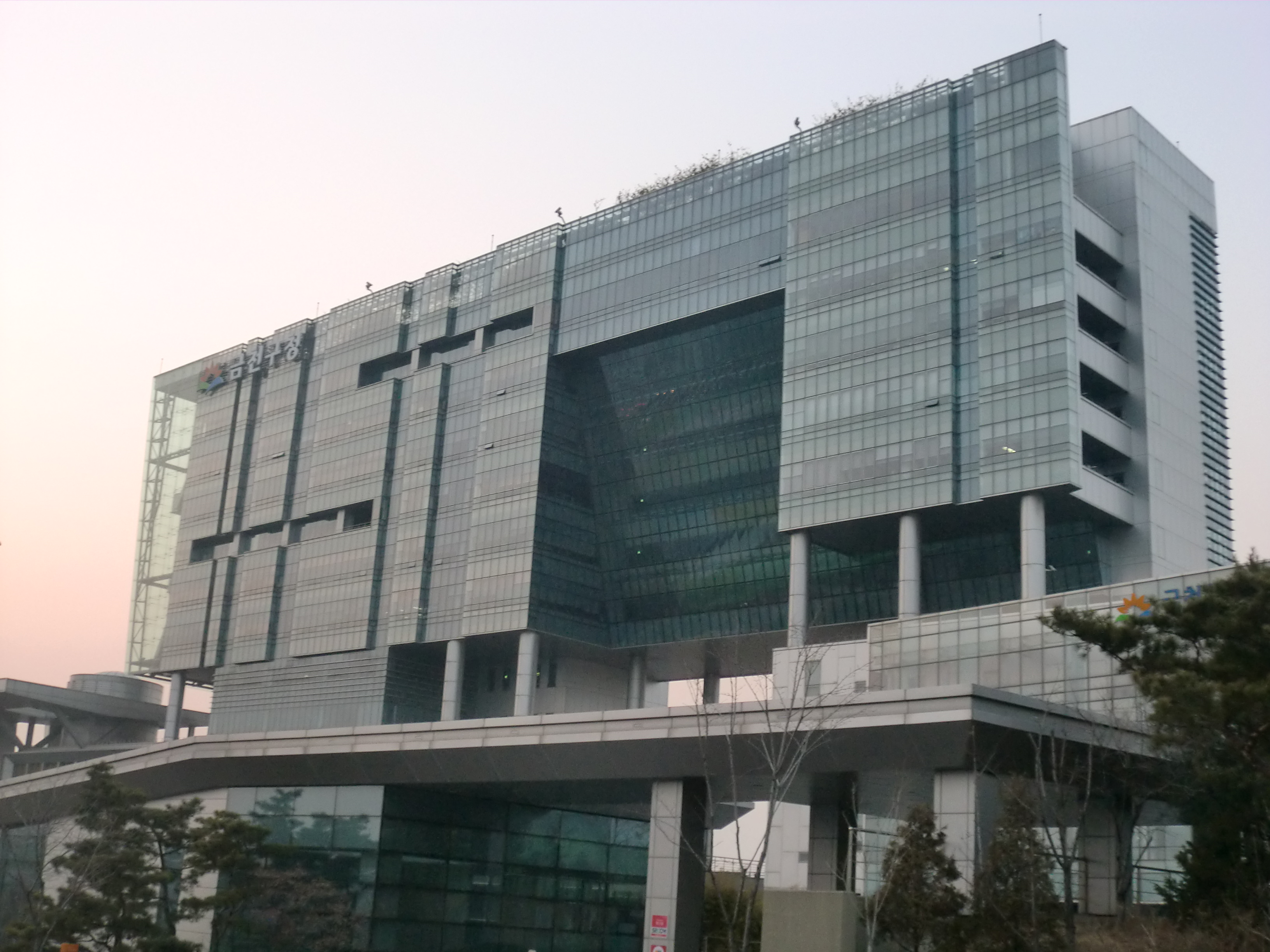
衿川区庁

- 西海岸高速道路：京釜線、安養川と並行して走る。
- 衿川区庁
- 始興1洞住民センター
- 始興1洞治安センター
- 衿川区保健所
- 安養川（朝鮮語版）

## 歴史
- 1908年4月1日 - 「始興（シフン）駅」として開業。
- 1974年8月15日 - 京釜電鉄線が水原駅まで開業。
- 1981年12月11日 - 現在の駅舎が完成。[2]
- 1999年6月1日 - トンイル号の客扱いを中止、電鉄のみの停車となる。
- 2006年12月15日 - KTX光明駅への光明シャトルの運転を開始。
- 2008年12月29日 - 駅名を「衿川区庁駅」に改称。

### 駅名改称の経緯
開業時から2008年12月28日までは始興駅と名乗っていたが、開業時は京畿道始興郡（東面始興里）にあったためその名が付いたものであり、京畿道始興市に存在したわけではない。しかし、始興洞と始興市を混同するケースが多いという理由で改称が検討された。衿川区は、住民へのアンケートを2回実施し、ソウル市地名委員会と協議し、国土海洋部の承認を経て、2008年12月25日に駅名改称を公表した。

## 隣の駅
韓国鉄道公社
1号線
急行
加山デジタル団地駅 (P142) - (衿川区庁駅 (P144)平日ラッシュ時のみ) - 安養駅 (P147)
緩行
禿山駅 (P143) - 衿川区庁駅 (P144) - 石水駅 (P145)　
1号線（光明シャトル）
禿山駅（京釜電鉄線）(P143) - 衿川区庁駅 (P144) - 光明駅 (P144-1)